# Yucca campestris
Yucca campestris es una especie deplanta fanerógama pertenecienter a la familia Asparagaceae, es un endemismo de "Panhandle" una región del noroeste de Texas.

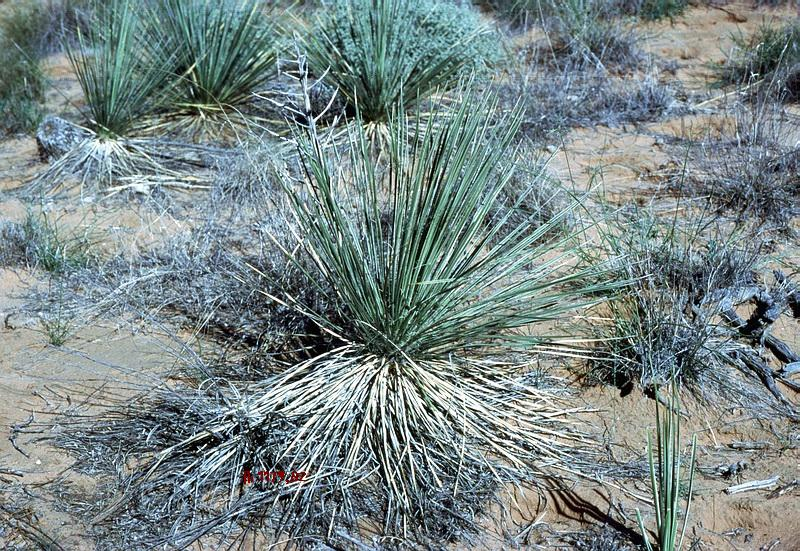
Vista de la planta

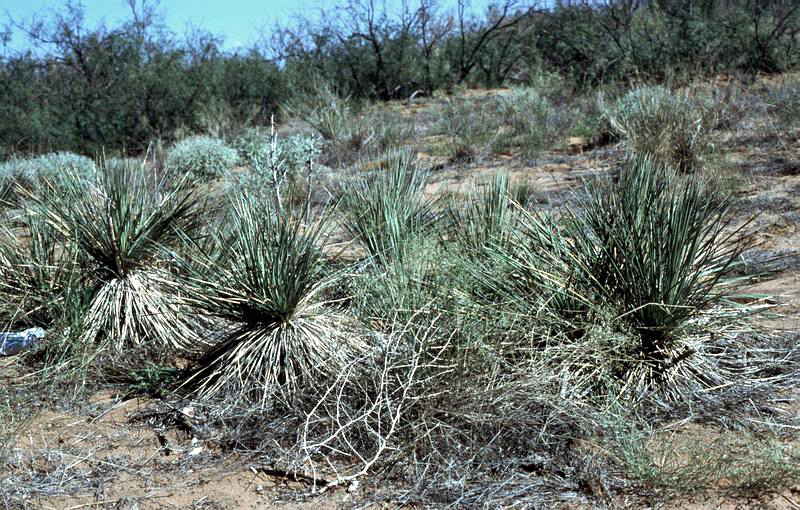
En su hábitat

## Descripción
Yucca campestris es una especie de crecimiento lento que se propaga por rizomas subterráneos y produce grandes colonias de rosetas. Las hojas son largas y estrechas, de hasta 65 cm de largo, pero rara vez de más de 15 mm de ancho. Las flores son blancas y laxas. El fruto es una cápsula seca con semillas de color negro brillante.
Yucca campestris crece en arenas profundas en regiones muy secas. Se puede cultivar como planta ornamental en las regiones desérticas, prefiriendo climas cálidos y plena luz del sol. La planta tiene hojas de color azul-verde y llamativas panículas de flores blancas.

## Taxonomía
Yucca aloifolia fue descrita por Susan Adams McKelvey y publicado en Yuccas of the Southwestern United States 2: 173–179, pl. 62–63. 1947.
Etimología
Yucca: nombre genérico que fue nombrado por Carlos Linneo y que deriva por error de la palabra taína: yuca (escrita con una sola "c").
campestris: epíteto latíno que significa "del campo"